# Tramwaje w Helsingborgu
Tramwaje w Helsingborgu − zlikwidowany system komunikacji tramwajowej w szwedzkim mieście Helsingborg, działający w latach 1903–1967. 

## Historia
11 czerwca 1903 otwarto pierwszą linię tramwaju elektrycznego, który kursował na torach o szerokości 1435 mm. Trasa pierwszej linii:
- Pedersgatan – Tågagatan

Linia prowadziła z południa na północ miasta. 23 czerwca 1903 otwarto przedłużenie z Pedersgatan do Stattena. Kolejna rozbudowa systemu miała miejsce w 1921, kiedy to 5 listopada otwarto linię przez Hälsovägen do Rikshospitalet. W kwietniu 1922 otwarto linię do Pålsjöbaden. 21 lipca 1924 dotychczasowy operator HRRJ został przejęty przez Helsingborgs Stads Spårvägar (HSS) oraz otwarto nową trasę do Ramlösa oraz do Rå. 22 października 1924 otwarto kolejną trasę: Läroverket – Wilson Park. 1 stycznia 1931 nazwa końcówki Rikshospitalet została zmieniona na Senderöd. W 1933 nazwę końcówki Rå zmieniono na Råå. 11 sierpnia 1947 otwarto linię w Rektorsgatan, którą przeniesiono z Långvinkelsgatan. W 1950 system osiągnął szczytowy poziom rozwoju. Wówczas w mieście było 6 linii tramwajowych:
- 1: Pålsjöbaden – Råå
- 2: Pålsjöbaden – Ramlösa
- 3: Pålsjöbaden – Elektromekano
- 4: Senderöd – Stattena
- 5: Tågaborg – Stattena
- 6: Bergaliden – Wilson Park

W 1951 skrócono linię nr 6 z Malmögatan do Wilson Park. 11 czerwca 1951 linię nr 2 skrócono z Ramlösa do Elektromekano likwidując tym samym odcinek Ramlösa – Elektromekano. 14 czerwca otwarto linię w Skogsgatan przeniesioną z Triangelskogen. 30 września 1952 zlikwidowano linię nr 6. 23 października 1954 zlikwidowano linię nr 4. Likwidując tę linię zlikwidowano odcinek Tågaborg – Senderöd. 2 maja 1955 zlikwidowano trasę do Pålsjöbaden w związku z czym w mieście pozostały tylko trzy linie:
- 1: Tågaborg – Råå
- 3: Tågaborg – Lussebäcken
- 5: S:T Jörgens Plats – Stattena

Ostatecznie system zlikwidowano 2 września 1967. 

## Projekt odbudowy
W planach jest budowa nowej sieci tramwajowej. Do 2020 ma być gotowy fragment pierwszej linii pomiędzy Dalhem i Knutpunkten. Do 2035 sieć ma składać się z dwóch linii:
- Mot Höganäs – Ramlösa station
- Ättekulla – Väla

## Tabor
Większość posiadanego taboru w Helsingborgu wyprodukowała ASEA. Najnowsze eksploatowane tramwaje wyprodukowano w 1948 i 1949 serii F1 i F2. Łącznie w mieście eksploatowano 9 typów wagonów silnikowych:
- A1 – wyprodukowane przez ASEA w 1903, nr 11–20
- B – wyprodukowane przez ASEA w 1912, nr 21–23
- C – wyprodukowane przez ASEA w 1919, nr 24–27
- D – wyprodukowane przez NWF, Brema w 1921, nr 28–37
- A2 – wyprodukowane przez ASEA w 1902, nr 8−10 do Helsingborgu kupione w 1925
- E – wyprodukowane przez ASEA w 1928, nr 38–40
- F1 – wyprodukowane przez ASEA w 1948, nr 41–45
- F2 – wyprodukowane przez ASEA w 1949, nr 46–55

oraz 2 typy wagonów doczepnych:
- S1 – wyprodukowane przez ASEA w 1919–1920, nr 101–108
- S2 – wyprodukowane przez Arlöv w 1909, nr 109–112 do Helsingborgu kupione w 1924